# 12月6日
12月6日（じゅうにがつむいか）は、グレゴリオ暦で年始から340日目（閏年では341日目）にあたり、年末まであと25日ある。

## できごと

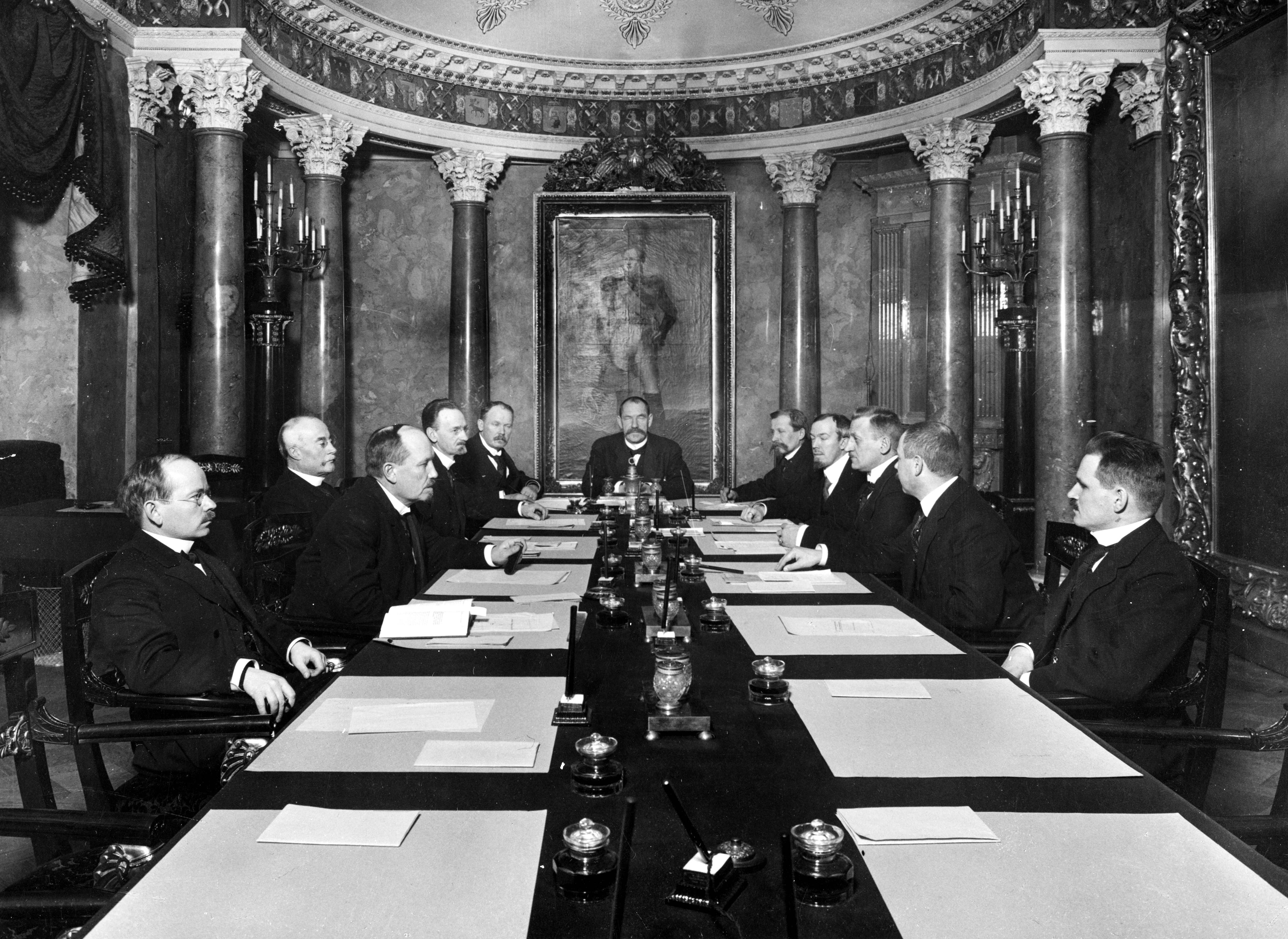
1917年のフィンランド上元老院。最初の議長であるペール・スヴィンヒュー（写真中央）が首相の座についた。

- 1240年 - モンゴルのルーシ侵攻: バトゥ率いるモンゴル軍によりキーウが陥落し、キエフ大公国が滅亡。
- 1648年 - イングランドでクーデター（プライドのパージ）が起こる。ニューモデル軍と独立派が長期議会内部の長老派議員を大勢追放、残りの議員でランプ議会を構成。
- 1768年 - 『ブリタニカ百科事典』第1版が発行。
- 1865年 - 公式に奴隷制を廃止するアメリカ合衆国憲法修正第13条が27州の批准により成立。
- 1877年 - トーマス・エジソンが、自身が発明した蓄音機で初めて人の声を録音する。
- 1877年 - 『ワシントン・ポスト』が創刊。
- 1914年 - 山田耕筰作曲「勝鬨と平和」初演。日本人が作曲した交響曲が初めて上演された[1]。
- 1917年 - フィンランドがロシアからの独立を宣言。
- 1917年 - ハリファックス大爆発。
- 1918年 - 大学令・高等学校令公布。単科大学・私立公立の大学・高校を認可。
- 1921年 - 英愛条約締結。大英帝国内の自治国としてアイルランド自由国の建国が決定。
- 1922年 - 英愛条約に基づきアイルランド自由国が建国。
- 1927年 - 『労農』が創刊、労農派が誕生。
- 1932年 - 日豊本線が全通。
- 1940年 - 各省・軍の情報部門を統合して内閣情報局を設置。
- 1941年 - 第二次世界大戦: イギリスがフィンランドに宣戦布告。
- 1950年 - 朝鮮戦争: 中国人民志願軍39軍の116師（師長:汪洋（中国語版））と朝鮮人民軍1軍団（軍団長:李権武）が平壌を占領する。
- 1951年 - 国際柔道連盟結成。
- 1956年 - メルボルンオリンピック: メルボルンの流血戦。
- 1957年 - アメリカ初の人工衛星「ヴァンガードTV3」を打ち上げようとするが、打ち上げ直後に発射台で爆発。
- 1957年 - ジラード事件で有罪判決を受けた元アメリカ軍人が帰国[2]。
- 1969年 - 大阪市営地下鉄堺筋線・天神橋筋六丁目駅 - 動物園前駅間が開業。またこの時既存の大阪市営地下鉄線（1号線 - 5号線）に愛称が付けられる。
- 1978年 - スペインで現行のスペイン1978年憲法が成立。（スペインの憲法記念日）
- 1979年 - 崔圭夏が第10代韓国大統領に就任。
- 1982年 - 東京地裁が「コンピュータのプログラムは著作物に該当」という初の判断。
- 1984年 - 三笠宮家の第三男子・憲仁親王と鳥取久子の結婚の儀。同日、高円宮家を創設。
- 1985年 - 新日本プロレス両国国技館大会にUWFの前田日明、藤原喜明、木戸修、高田伸彦、山崎一夫が乗り込み宣戦布告する。
- 1988年 - リクルート事件: 参議院で江副浩正リクルート前会長の証人喚問。宮澤喜一蔵相の証言との食い違いが判明し、9日に宮澤が蔵相を辞任。
- 1989年 - モントリオール理工科大学虐殺事件
- 1990年 - 広島港東部の円滑な物流と交通緩和を図るために建設された長大橋、海田大橋が開通[3]。
- 1992年 - ヒンドゥー教原理主義者によりインド・アヨーディヤーのモスク・バーブリー・マスジドが完全に破壊。
- 1992年 - 新東京国際空港（現在の成田国際空港）第2旅客ターミナルビルの供用開始。第1旅客ターミナルビル北ウイング、第1及び第2サテライトが閉鎖。
- 1998年 - ウゴ・チャベスがベネズエラ大統領に選出。
- 2005年 - 韓国海上警察が日本の海上保安庁に対し、日本領海の捜査権の譲渡を要求するが、海上保安庁は「主権侵害にあたる」としてこれを拒否。
- 2008年 - ギリシャ・アテネで15歳の少年が警察官に射殺される。抗議行動がギリシャ全土に広まり、一部が暴動化。（2008年ギリシャの暴動）
- 2008年 - マウイ島ハレアカラ山頂にて、地球近傍天体観測プロジェクト・パンスターズが活動開始。
- 2015年 - 仙台市地下鉄東西線（八木山動物公園 - 荒井）が開業[4]。
- 2017年 - 日本放送協会の受信料徴収をめぐる最高裁判決が行われ、合憲と判断される[5]。
- 2020年 - 小惑星探査機「はやぶさ2」の回収カプセルが地球に帰還[6]。
- 2021年 - 同年2月のクーデターで軍事政権が誕生したミャンマーで、11件の罪状で訴追された民主化指導者のアウンサンスーチーに対し、禁錮4年の有罪判決が出される[7]。
- 2024年 - ローマ・カトリック教会のフランシスコ教皇が菊地功東京大司教含む21人を新たな枢機卿に任命する。日本人が枢機卿に選ばれるのは7人目。
- 2024年 - パラグアイ政府が中国に対して外交官の国外退去を命じる。
- 2024年 - ルーマニアの憲法裁判所が11月24日に行われた大統領選について無効とする判断を下す。

## 誕生日
- 1285年 - フェルナンド4世、カスティーリャ＝レオン王国の王（+ 1312年）
- 1421年 - ヘンリー6世、イングランド国王（+ 1471年）
- 1520年 - バルバラ・ラジヴィウヴナ、リトアニアの名門貴族ラジヴィウ家出身の貴族女性（+ 1551年）
- 1586年 - ニッコロ・ズッキ、イタリアのイエズス会員であり、天文学者（+ 1670年）
- 1592年 - ウィリアム・キャヴェンディッシュ、清教徒革命（イングランド内戦）期のイングランドの貴族・軍人（+ 1676年）
- 1608年 - ジョージ・マンク、イングランドの貴族・軍人（+ 1670年）
- 1637年 - エドマンド・アンドロス、イングランドの北アメリカ植民地の管理者（+ 1714年）
- 1644年（寛永21年11月7日）- 藤堂高通、初代久居藩主（+ 1697年）
- 1682年（天和2年11月8日）- 伊達村豊、第3代吉田藩主（+ 1737年）
- 1685年 - マリー・アデライード・ド・サヴォワ、フランス王太子（ドーファン）ブルゴーニュ公ルイの妃（+ 1712年）
- 1721年 - クレティアン＝ギヨーム・ド・ラモワニョン・ド・マルゼルブ、政治家（+ 1794年）
- 1732年 - ウォーレン・ヘースティングズ、英領インドの初代総督（+ 1818年）
- 1778年 - ジョセフ・ルイ・ゲイ＝リュサック、化学者、物理学者（+ 1850年）
- 1792年 - ウィレム2世、第2代オランダ国王（+ 1849年）
- 1803年 - マリア・ホセファ・デ・サホニア、スペイン王フェルナンド7世の3度目の妃（+ 1829年）
- 1823年 - フリードリヒ・マックス・ミュラー、東洋学者（+ 1900年）
- 1829年（文政12年11月11日） - 由利公正、政治家（+ 1909年）
- 1833年 - ジョン・モスビー、「灰色の亡霊」とも渾名される、南北戦争時の南軍正規騎兵大隊長（+ 1916年）
- 1841年 - フレデリック・バジール、画家（+ 1870年）
- 1848年（嘉永元年11月11日） - 川上操六、陸軍軍人（+ 1899年）
- 1848年 - ヨハン・パリサ、天文学者（+ 1925年）
- 1849年 - アウグスト・フォン・マッケンゼン、プロイセンおよびドイツの陸軍軍人（+ 1945年）
- 1856年 - ハンス・モーリッシュ、植物学者（+ 1937年）
- 1863年 - チャールズ・マーティン・ホール、発明家、化学者（+ 1914年）
- 1864年 - ウィリアム・S・ハート、俳優、脚本家、映画監督、映画プロデューサー（+ 1946年）
- 1875年 - 松平基則、伯爵（+ 1930年）
- 1878年 - 安藤幸、ヴァイオリニスト（+ 1963年）
- 1878年 - 松平保男、海軍軍人、子爵（+ 1944年）
- 1886年 - 大川周明、思想家 (+1957年)
- 1890年 - 仁科芳雄、物理学者（+ 1951年）
- 1890年 - ダイアン・フォーチュン、オカルティスト、著述家、神秘家（+ 1946年）
- 1891年 - 木村昌福、海軍軍人（+ 1960年）
- 1896年 - アイラ・ガーシュウィン、作詞家（+ 1983年）
- 1897年 - 堀内敬三、作曲家、作詞家、訳詞家、音楽評論家（+ 1983年）
- 1898年 - アルフレッド・アイゼンスタット、写真家、フォトジャーナリスト（+ 1995年）
- 1898年 - グンナー・ミュルダール、経済学者（+ 1987年）
- 1899年 - ジョッコ・コンラン、メジャーリーグ審判（+ 1989年）
- 1900年 - アグネス・ムーアヘッド、女優（+ 1976年）
- 1903年 - トニー・ラゼリ、プロ野球選手（+ 1946年）
- 1904年 - エーヴ・キュリー、芸術家、作家（+ 2007年）
- 1907年 - ジョン・バークリー・ロッサー、数学者、論理学者（+ 1989年）
- 1908年 - ベビーフェイス・ネルソン、ギャング（+ 1934年）
- 1916年 - エカテリーナ・ブダノワ、ソ連労農赤軍航空隊の女性エース・パイロット（+ 1943年）
- 1916年 - クリスチャン・エルジャン、政治家、第3代アイスランド大統領（+ 1982年）
- 1917年 - カマル・ジャムブラット、政治家（+ 1977年）
- 1917年 - アーヴ・ロビンス、実業家（+ 2008年）
- 1919年 - ギデオン・クライン、作曲家（+ 1945年）
- 1919年 - ポール・ド・マン、文学理論家（+ 1983年）
- 1920年 - ジョージ・ポーター、化学者（+ 2002年）
- 1920年 - デイヴ・ブルーベック、ピアニスト（+ 2012年）
- 1921年 - オットー・グレアム、元アメリカンフットボール選手（+ 2003年）
- 1921年 - ピエロ・ピッチオーニ、作曲家、音楽家（+ 2004年）
- 1924年 - 鶴田浩二、俳優（+ 1987年）
- 1925年 - 東久邇成子、皇族（+ 1961年）
- 1927年 - 宮沢昭、ジャズテナーサクソフォーン奏者（+ 2000年）
- 1927年 - ジム・フックス、陸上競技選手（+ 2010年）
- 1929年 - ニコラウス・アーノンクール、指揮者（+ 2016年）
- 1929年 - アラン・タネール、映画監督（+ 2022年）
- 1930年 - キダ・タロー、作曲家（+ 2024年）
- 1930年 - 井上隆明、文芸評論家 （+ 2021年）
- 1930年 - 桂泰三、実業家、元シャープ副社長（+ 2020年）
- 1933年 - ヘンリク・ミコワイ・グレツキ、作曲家（+ 2010年）
- 1933年 - 宍戸錠、俳優（+ 2020年）
- 1933年 - 鎮西清高、地質学者（+ 2023年）
- 1934年 - ニック・ボックウィンクル、プロレスラー（+ 2015年）
- 1934年 - 荻孝雄、元プロ野球選手（+ 2014年）
- 1935年 - 木原正二郎、声優
- 1937年 - レジナルド・ゴリッジ、地理学者（+ 2009年）
- 1937年 - アルベルト・スペンセル、元サッカー選手（+ 2006年）
- 1938年 - 浅田満、ハンナン会長
- 1938年 - パトリック・ボーショー、映画・舞台俳優
- 1938年 - 大和久満、新邦楽大和楽三味線方（+ 2013年）
- 1940年 - 露木茂、ニュースキャスター、アナウンサー
- 1940年 - リチャード・エドランド、特殊効果スタッフ、映画プロデューサー
- 1941年 - ブルース・ナウマン、現代美術家
- 1942年 - ペーター・ハントケ、作家
- 1942年 - 斎藤功、地理学者（+ 2014年）
- 1943年 - 車だん吉、タレント
- 1943年 - 星由里子、女優（+ 2018年）
- 1945年 - シェーカル・カプール、映画監督
- 1946年 - 川村栄二、作曲家、編曲家、ギタリスト（+ 2025年）
- 1946年 - 中尾幸男、実業家（+ 2021年）
- 1946年 - 三島紀元、政治家、元岡山県笠岡市長（+ 2021年）
- 1946年 - ヴィリー・ファン・デル・カイレン、元サッカー選手（+ 2021年）
- 1947年 - 冨松彰、宇宙物理学者
- 1947年 - ミロスラフ・ヴィトウス、ジャズミュージシャン、コントラバス奏者、ベーシスト、作曲家
- 1948年 - ケケ・ロズベルグ、F1レーサー
- 1948年 - 菅義偉、政治家、第99代内閣総理大臣
- 1948年 - ジョベス・ウィリアムズ、女優
- 1948年 - リンダ・クリード、作詞家、シンガーソングライター（+ 1986年）
- 1949年 - 鈴木豊、実業家、元キユーピー社長
- 1949年 - 三田純義、教育学者
- 1950年 - 久石譲、作曲家
- 1950年 - ウーベ・カゲルマン、フィギュアスケート選手
- 1950年 - 松屋健治、元プロ野球選手
- 1951年 - ダニエル・アドニ、ピアニスト
- 1952年 - 佐藤史生、漫画家（+ 2010年）
- 1953年 - 車田正美、漫画家
- 1953年 - 山下雄三、歌手
- 1954年 - アンドレイ・ミネンコフ、フィギュアスケート選手
- 1956年 - 雷門ケン坊、声優
- 1956年 - ランディ・ローズ、ギタリスト（+ 1982年）
- 1956年 - 若狭勝、政治家、検事
- 1957年 - 立石充男、元プロ野球選手
- 1957年 - スティーブ・ベドローシアン、元プロ野球選手
- 1957年 - アンドリュー・クオモ 、政治家、弁護士、ニューヨーク州知事
- 1958年 - 守村大、漫画家
- 1959年 - 福崎文吾、棋士
- 1959年 - 吉良知彦、ミュージシャン（ZABADAK）（+ 2016年）
- 1959年 - 岩田聡 、実業家、任天堂第4代社長（+ 2015年）
- 1959年 - ラリー・シーツ、元プロ野球選手
- 1959年 - 吉田紀子、脚本家
- 1960年 - 勝谷誠彦、コラムニスト、写真家（+ 2018年）
- 1960年 - 琴椿克之、元大相撲力士、年寄14代・16代白玉
- 1960年 - 橋爪紳也、建築史家
- 1961年 - 三町勝久、数学者
- 1961年 - 福田央、生命科学、応用生化学研究者、酒類総合研究所理事長
- 1961年 - 柳亭市馬 （4代目）、落語家
- 1961年 - 西川慶二、棋士（+2022年）
- 1962年 - 安藤大将、競艇選手
- 1964年 - 林家たい平、落語家
- 1965年 - ホイラー・グレイシー、柔術家
- 1965年 - 水島努、アニメーション監督
- 1965年 - 古川元久、政治家
- 1965年 - 若松俊秀、俳優
- 1966年 - 中尾秀正、調教師
- 1966年 - 渡辺俊美、ミュージシャン（TOKYO No.1 SOUL SET）
- 1967年 - 遠藤遼一、ミュージシャン（ENDS、元SOFT BALLET）
- 1968年 - 矢野燿大、元プロ野球選手、監督
- 1968年 - 鈴木博美、元長距離走選手、元マラソン選手
- 1970年 - 三好雄己、漫画家
- 1971年 - アダム・ハイズデュ、元プロ野球選手
- 1971年 - 影木栄貴、漫画家
- 1971年 - 高橋直純、ミュージシャン、声優
- 1971年 - ホセ・コントレラス、元プロ野球選手
- 1972年 - リック・ショート、元プロ野球選手
- 1972年 - 武藤幸司 、元野球選手
- 1973年 - 竹村栄哉、元サッカー選手、指導者
- 1974年 - 宮田仁、元野球選手
- 1975年 - 朝見優香、女優
- 1975年 - 笠原健治 、実業家
- 1975年 - 大原さやか、声優
- 1976年 - 満仲由紀子、声優
- 1977年 - 13代目市川團十郎、歌舞伎俳優
- 1978年 - ミドリカワ書房、歌手
- 1978年 - エメルソン、元サッカー選手
- 1979年 - 滝沢和典、プロ雀士
- 1979年 - 橋本義隆、元プロ野球選手
- 1979年 - 森直史、トラスパレンテオーナー
- 1979年 - アレックス・ムンブル、バスケットボール選手
- 1979年 - ティム・ケーヒル、元サッカー選手
- 1980年 - 保田圭、タレント、アイドル（元モーニング娘。）
- 1980年 - 金森正晃、映画監督
- 1981年 - 辻隼、陸上競技選手
- 1981年 - 牛田成樹、元プロ野球選手
- 1981年 - 佐藤賢、元プロ野球選手
- 1981年 - 管家修一、元野球選手
- 1982年 - 平野野平、津軽三味線奏者
- 1982年 - アルベルト・コンタドール、自転車競技ロードレース選手
- 1982年 - エレク・アティッラ、フィギュアスケート選手
- 1983年 - 前田阿希子、元アナウンサー
- 1983年 - ティファニー・タン、女優
- 1984年 - 宇佐美友紀、タレント、元アイドル（元AKB48）
- 1984年 - 岡田晃、陸上競技選手
- 1984年 - 長野久義、プロ野球選手
- 1984年 - 鈴木博昭、総合格闘家、元シュートボクサー、元SB世界スーパーライト級王者
- 1984年 - トキ、お笑い芸人（藤崎マーケット）
- 1985年 - 筒井視穂子、元バレーボール選手
- 1986年 - 冨岡真理央、女優
- 1986年 - 梅本由紀、元野球選手
- 1986年 - 鷲尾春果、フリーアナウンサー
- 1987年 - 西平せれな、シンガーソングライター、パーカッショニスト、杜氏
- 1988年 - 島﨑信長[8]、声優
- 1988年 - 石井琴里、元タレント
- 1988年 - 中出ひかり、元サッカー選手
- 1989年 - 斉藤愛璃、プロゴルファー
- 1989年 - 榊原徹士、俳優（元新選組リアン）
- 1990年 - 林遣都、俳優
- 1990年 - 志田達哉、囲碁棋士
- 1990年 - タミラ・パシェク、テニスプレーヤー
- 1991年 - ココ・バンダウェイ、テニス選手
- 1993年 - 高野祐衣、元歌手、元アイドル（元吉本坂46、元NMB48）
- 1994年 - 栗原類、ファッションモデル
- 1994年 - 村上聡、声優
- 1994年 - 島袋美由利、声優
- 1994年 - 若隆景渥、大相撲力士
- 1996年 - 三好爽、歌手、タレント、女優
- 1996年 - 井田明宏、将棋棋士
- 1996年 - ステファニー・スコット、女優、歌手
- 1997年 - 原嵩、元プロ野球選手
- 1997年 - 木村泰斗、俳優
- 1997年 - 宮瀬尚也、声優
- 1998年 - アンゲリーナ・クチヴァルスカ、フィギュアスケート選手
- 1998年 - 幸村恵理、声優
- 1998年 - 本髙克樹、アイドル（7 MEN 侍）
- 1999年 - 高木渉、元プロ野球選手
- 2002年 - 西川大和、総合格闘家
- 2003年 - 川名凜、歌手、アイドル（アンジュルム）
- 2004年 - 大瀧沙羅、グラビアアイドル
- 生年不詳 - 海保えりか、声優
- 生年不詳 - 鈴木ジュリエッタ、漫画家
- 生年不詳 - 高見まこ、漫画家
- 生年不詳 - 水科葵、アイドル（GEMS COMPANY）、Vtuber

## 忌日
- 350年ごろ - ミラのニコラオス（聖ニコラウス）、キリスト教の聖人、サンタクロースのモデル（* 270年ごろ）
- 735年（天平7年11月14日） - 舎人親王、奈良時代の皇族、淳仁天皇の父（* 676年）
- 805年（延暦24年11月12日） - 壱志濃王、皇族（* 733年）
- 1185年 - アフォンソ1世、ブルゴーニュ王朝初代ポルトガル王（* 1109年）
- 1311年（応長元年10月26日） - 北条貞時、鎌倉幕府第9代執権（* 1272年）
- 1352年 - クレメンス6世、第198代ローマ教皇（* 1291年）
- 1562年 - ヤン・ファン・スコーレル、画家（* 1495年）
- 1613年 - アントン・プレトリウス、牧師（* 1560年）
- 1672年 - ヤン2世、ポーランド王（* 1609年）
- 1679年（延宝7年11月4日）- 伊達宗勝、初代一関藩主（* 1621年）
- 1779年 - ジャン・シメオン・シャルダン、画家（* 1699年）
- 1779年（安永8年10月29日） - 後桃園天皇 、第118代天皇（* 1758年）
- 1841年（天保12年10月24日） - 島津斉宣、第9代薩摩藩主（* 1774年）
- 1867年 - ジョヴァンニ・パチーニ、作曲家（* 1796年）
- 1882年 - ルイ・ブラン、政治家（* 1811年）
- 1887年 - 島津久光、薩摩藩の指導者（* 1817年）
- 1889年 - ジェファーソン・デイヴィス、アメリカ南部連邦の大統領（* 1808年）
- 1892年 - ヴェルナー・フォン・ジーメンス、電気技術者（* 1816年）
- 1893年 - ルドルフ・ウォルフ、天文学者（* 1816年）
- 1910年 - 重野安繹、歴史学者（* 1827年）
- 1920年 - ロザリア・ロンバルド、ミイラ保存された少女（* 1918年）
- 1922年 - 宮崎滔天、革命家（* 1871年）
- 1925年 - リヒャルト・アイレンベルク、作曲家（* 1848年）
- 1940年 - 田中隆三、政治家（*1864年）
- 1942年 - エイモス・ルーシー 、プロ野球選手（* 1871年）
- 1946年 - マクシミリアン・シテインベルク、作曲家（* 1883年）
- 1947年 - 醍醐忠重、軍人（* 1891年）
- 1949年 - レッドベリー、ブルースギタリスト（* 1888年）
- 1954年 - ルシアン・テニエール、言語学者（* 1954年）
- 1955年 - ホーナス・ワグナー 、プロ野球選手（* 1874年）
- 1955年 - ジョージ・プラット・ラインス、写真家（* 1907年）
- 1956年 - ビームラーオ・アンベードカル、政治家、思想家（* 1891年）
- 1957年 - ロベール・エスノー＝ペルトリ、飛行機設計者（* 1881年）
- 1959年 - 筒井敬三、プロ野球選手（* 1925年）
- 1961年 - フランツ・ファノン、思想家（* 1925年）
- 1975年 - 正木ひろし、弁護士（* 1896年）
- 1985年 - バーリー・グライムス 、プロ野球選手（* 1893年）
- 1988年 - ロイ・オービソン、歌手（* 1936年）
- 1989年 - ジョン・ペイン、俳優（* 1912年）
- 1990年 - トゥンク・アブドゥル・ラーマン、マレーシア初代首相（* 1903年）
- 1991年 - リチャード・ストーン、経済学者（* 1913年）
- 1991年 - 小林恒夫、映画監督（* 1911年）
- 1994年 - ジャン・マリア・ヴォロンテ、俳優 (* 1933年）
- 1996年 - 川喜田愛郎、細菌学者、医学史学者（* 1909年）
- 1998年 - セザール・バルダッチーニ、彫刻家（* 1921年）
- 1998年 - 山下耕作、映画監督（* 1930年）
- 2002年 - 氏家榮一、銀行家、元七十七銀行頭取（* 1915年）
- 2002年 - 戸谷洋、地理学者、旧・東京都立大学名誉教授（* 1923年）
- 2003年 - ハンス・ホッター、バスバリトン歌手（* 1909年）
- 2003年 - ジェリー・トゥーティ、プロレスラー（* 1966年）
- 2004年 - 山路ふみ子、女優、実業家、社会事業家（* 1912年）
- 2005年 - 大倉弘、実業家、元月桂冠社長（* 1910年）
- 2005年 - 木村若衛、浪曲師（* 1913年）
- 2006年 - 阿部文男、政治家、第53代北海道開発庁長官、第22代沖縄開発庁長官（* 1922年）
- 2007年 - 有住直介、気象技官、元気象庁長官（* 1918年）
- 2008年 - 遠藤実、作曲家（* 1932年）
- 2009年 - 神保五彌、日本近世文学研究者、早稲田大学名誉教授（* 1923年）
- 2009年 - ダウダ・ソウ、政治家、精神科医（* 1933年）
- 2012年 - 本明寛、心理学者、早稲田大学名誉教授（* 1918年）
- 2012年 - 佐藤允、俳優（* 1934年）
- 2012年 - ミゲル・アビア・ビテオ・ボリコ、政治家、元赤道ギニア首相（* 1961年）
- 2013年 - 木宮和彦、政治家、学校経営者、元学校法人常葉学園理事長（* 1927年）
- 2013年 - 鶴見浩二[9]、実業家、元富士製粉社長（* 1930年）
- 2013年 - 吉村芳生、画家（* 1950年）
- 2014年 - ラルフ・ベア、発明家（* 1922年）
- 2014年 - 斎藤孝雄、映画カメラマン、撮影監督（* 1929年）
- 2015年 - 豊田三郎、洋画家（* 1908年）
- 2015年 - 米倉功、実業家、元伊藤忠商事会長（* 1922年）
- 2015年 - 平良とみ、女優（* 1928年）
- 2015年 - フランツル・ラング、ヨーデル歌手（* 1930年）
- 2016年 - アドルフ・ブルガー、ジャーナリスト、ホロコースト生還者（* 1917年）
- 2016年 - ピーター・ヴォーン、俳優（* 1923年）
- 2016年 - 安保徹、医学者、新潟大学名誉教授（* 1947年）
- 2016年 - 高木長之助、柔道家、日本大学柔道部総監督（* 1948年）
- 2017年 - 辰濃和男、ジャーナリスト、エッセイスト、元朝日新聞論説委員（* 1930年）
- 2017年 - 海老一染之助、太神楽師（海老一染之助・染太郎）（* 1934年）
- 2017年 - 板井れんたろう、漫画家（* 1936年）
- 2017年 - ジョニー・アリディ、歌手、俳優（* 1943年）
- 2018年 - ラリー・ヘニング、プロレスラー（* 1936年）
- 2018年 - 和田勝義[10]、実業家、元日本工営社長（* 1936年）
- 2018年 - 伴金美、経済学者、大阪大学名誉教授（* 1949年）
- 2018年 - ホセ・カスティーヨ、プロ野球選手（* 1981年）
- 2018年 - ルイス・バルブエナ、プロ野球選手（* 1985年）
- 2019年 - 渡辺実、国語学者、京都大学名誉教授（* 1926年）
- 2019年 - ロン・リーブマン、俳優（* 1937年）
- 2019年 - 川村延廣、実業家、カマタマーレ讃岐社長（* 1948年）
- 2020年 - 山崎達光、実業家、元エスビー食品社長（* 1934年）
- 2020年 - タバレ・バスケス、政治家、医師（* 1940年）
- 2020年 - デニス・ラルストン、テニス選手（* 1942年）
- 2021年 - アイビー・テイト、スーパーセンテナリアン（* 1910年）
- 2021年 - 柴田祐作[11]、洋画家（* 1925年）
- 2021年 - 荒木浩、実業家、第8代東京電力社長（* 1931年）
- 2021年 - 片岡宏雄、元プロ野球選手、指導者（* 1936年）
- 2021年 - 上村雅之、元任天堂社員、ファミコン開発責任者（* 1943年）
- 2021年 - 中尾幸男、テレビプロデューサー、実業家、元C.A.L社長（* 1946年）
- 2022年 - 久保木哲夫、国文学者、都留文科大学名誉教授（* 1931年）
- 2022年 - ジェット・ブラック、ドラマー（ストラングラーズ）（* 1938年）
- 2022年 - 水木一郎、歌手（* 1948年）
- 2022年 - 山田兼士、仏文学者、評論家、詩人（* 1953年）
- 2023年 - 磯村尚徳、ジャーナリスト、ニュースキャスター（* 1929年）
- 2023年 - マリサ・パヴァン、女優（* 1932年）
- 2023年 - ミシェル・サルダビー、ジャズピアニスト（* 1935年）
- 2023年 - 島崎俊郎、お笑いタレント（* 1955年）
- 2023年 - リファアト・アルアリイール、作家、詩人（* 1979年）
- 2024年 - 中山美穂、俳優、歌手（* 1970年）

## 記念日・年中行事
- ハタハタの日（ 日本）
2008年、秋田県男鹿市の男鹿市商工会が、沿岸で季節ハタハタ漁の初漁を迎えることが多いこの日を「ハタハタの日」に制定。その年の豊漁と関連産業も含めた商売繁盛を祈願する[12]。
- 音の日（ 日本）
日本オーディオ協会が1994年に制定。1877年のこの日、トーマス・エジソンが自身が発明した蓄音機で音を録音・再生することに成功したことを記念。
- 姉の日（ 日本）
姉妹型・兄弟型研究の第一人者、畑田国男が6月6日の「兄の日」、9月6日の「妹の日」に次いで1992年に提唱。この日が祝日である聖ニコラウスにまつわる三姉妹伝説がその日付の由来になっている。
- 黄門忌（ 日本）
「水戸黄門」で知られる水戸藩主徳川光圀の命日[13]。死因は食道癌で、元禄13年12月6日に亡くなった。なお、「黄門」とは、中納言という古代日本の官職を、中国風に言い換えた名称のこと。
- 憲法記念日（ スペイン）
1978年のこの日、スペインで現行のスペイン1978年憲法が成立した。
- 独立記念日（ フィンランド）
1917年のこの日、フィンランドがロシア帝国から独立した。
- 聖ニコラウスの日
ミラのニコラウスは、多くの財産を教会に寄付し、生涯を通して貧しい人々に献身した３～４世紀の聖職者。大変優しく、子供・結婚前の若い女性・商人・質屋・薬剤師・ロシアの守護聖人とされる。聖ニコラウスの命日であるこの日は、彼の数々の施しの逸話から、現代では「子どもたちにプレゼントを渡す日」になった。サンタクロースに似た風習だが、一部地域では、クリスマス以上に重んじられている[14][15]。